# The Used (album)
The Used är det amerikanska rockbandet The Useds självbetitlade debutalbum. Det utgavs den 25 juni 2002 och sålde platina.

## Låtlista
1. "Maybe Memories" – 2:55
2. "The Taste of Ink" – 3:28
3. "Bulimic" – 3:20
4. "Say Days Ago" – 3:17
5. "Poetic Tragedy" – 3:44
6. "Buried Myself Alive" – 4:02
7. "A Box Full of Sharp Objects" – 2:56
8. "Blue and Yellow" – 3:21
9. "Greener with the Scenery" – 3:37
10. "Noise and Kisses" – 2:49
11. "On My Own" – 2:43
12. "Pieces Mended" – 11:00 (Inkluderar dolda spår "Polly" och "Choke Me")

## Singlar
- A Box Full of Sharp Objects (2002)
- The Taste of Ink (2002)
- Buried Myself Alive (2003)
- Blue and Yellow (2003)